# Thandi Modise

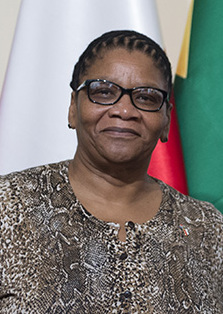
Thandi Modise, 2016

Thandi Ruth Modise (* 25. Dezember 1959 in Vryburg) ist eine südafrikanische Politikerin und seit 2021 Verteidigungsministerin im Kabinett von Cyril Ramaphosa. Zuvor war sie Vorsitzende (Speaker) der Nationalversammlung und Ministerpräsidentin der Provinz Nordwest. Des Weiteren ist sie seit 2014 Chairperson des National Council of Provinces.

## Leben
Modise wurde als jüngstes von sechs Kindern im Township Huhudi bei Vryburg geboren. Ihr Vater war Bahnarbeiter und Aktivist im African National Congress (ANC). Infolge des Aufstandes in Soweto 1976 kam es auch in Huhudi zu Unruhen, die Bewohner setzten sich gegen die Eingliederung in Bophuthatswana zur Wehr. Modise wurde dabei als Passantin angeschossen, was zu ihrem Entschluss führte, den Kampf aufzunehmen. Sie ging ins Exil nach Botswana und wurde beim Umkhonto we Sizwe (MK) dort und in Angola ausgebildet. Nach ihrer Ausbildung war sie in Trainingscamps als Politoffizierin tätig und wurde selbst politisch ausgebildet in Daressalam. Danach stieg sie zur Sektionskommissarin und schließlich zur Kommandantin auf.
1978 ging Modise nach Südafrika zurück und arbeitete im Untergrund als Agentin für den MK. 1979 wurde sie verhaftet und zu zehn Jahren Gefängnis verurteilt, das Urteil verbüßte sie in Kroonstad. Während der Haft gebar sie ihre erste Tochter und schloss ihr Studium der Psychologie und Wirtschaftswissenschaft mit einem Bachelor of Commerce ab. 1988 wurde sie entlassen und begann mit dem Aufbau der Sektion der African National Congress Women’s League (ANCWL) in Huhudi. Sie war Mitglied des nationalen Exekutivkomitees der ANCWL von 1991 bis 1993, 1994 wurde sie zur Vizepräsidentin gewählt, 2004 zur Präsidentin der Liga. Von 1998 bis 2004 war Modise Mitglied der Nationalversammlung. 2010 wurde sie zur Premierministerin der Provinz Nordwest gewählt. Zugleich war sie stellvertretende Generalsekretärin des ANC.
Sie ist Mitglied des nationalen Exekutivkomitees des ANC sowie Vorsitzende des Museumsrates von Robben Island. 2014 wurde sie zur Chairperson des National Council of Provinces gewählt, der ersten Kammer des südafrikanischen Parlaments. Von 2019 bis 2021 war sie Speaker (Präsidentin) der südafrikanischen Nationalversammlung, wo sie Baleka Mbete ablöste. Am 6. August 2021 wurde Modise zur neuen Verteidigungsministerin des Landes berufen.

## Kritik, Gerichtsverfahren
Das südafrikanische National Council of the Society for the Prevention of Cruelty to Animals (NSPCA) fand 2014 heraus, dass Modises Farm wochenlang verlassen gewesen war. Mehr als 50 Schweine und 80 weitere Tiere wurden dort verendet aufgefunden. Das NSPCA musste weiteren 117 Nutztieren den Gnadentod geben, weil sie in derart schlechtem Gesundheitszustand waren. Modise als Eigentümerin hatte dazu ausgeführt, dass ihr Verwalter eine 14-tägige Abwesenheit beantragt hatte, um Familienangelegenheiten zu regeln. Sie sagte, ihrer Auffassung nach hätte dessen Vertretung die Angelegenheit unter Kontrolle und wäre geschockt gewesen, zu erfahren, dass er seine Aufgaben nicht erfüllt habe. Sie behauptete, alle zwei Wochen dort nach dem Rechten zu sehen. Örtliche Landarbeiter widersprachen dem: sie käme allenfalls alle sechs bis acht Monate einmal auf die Farm. Auch die Farmarbeiter bekamen zeitweise weder Lohn noch Essen. Vor dem regionalen Gerichtshof in Potchefstroom ist seitdem ein Verfahren gegen Modise angängig, das 2019 zu einer Gerichtsverhandlung führte. Als Ankläger fungiert Gerrie Nel für die Lobbygruppe AfriForum.

## Belege
1. ↑  Cabinet reshuffle will affect parliament. eNCA, 6. August 2021, abgerufen am 11. November 2021 (englisch).
2. ↑  Eyaaz Matwadia: Thandi Modise animal cruelty case postponed, Mail & Guardian Online 22. Juli 2019, abgerufen am 23. Juli 2019.

| Personendaten    | Personendaten               |
| ---------------- | --------------------------- |
| NAME             | Modise, Thandi              |
| ALTERNATIVNAMEN  | Modise, Thandi Ruth         |
| KURZBESCHREIBUNG | südafrikanische Politikerin |
| GEBURTSDATUM     | 25. Dezember 1959           |
| GEBURTSORT       | Vryburg                     |